# Licania lasseri
Licania lasseri är en tvåhjärtbladig växtart som beskrevs av Bassett Maguire. Licania lasseri ingår i släktet Licania och familjen Chrysobalanaceae. Inga underarter finns listade i Catalogue of Life.